# Ahqd
Ahqd war ein arabisches Längenmaß und als Daumenbreite galt es als Zoll.
- 1 Ahqd = 0,02567 Meter